# Ski Dubai
Ski Dubai — парк развлечений и первый горнолыжный комплекс на Ближнем Востоке под крышей и один из крупнейших в мире с площадью около 22,5 тыс. м², круглый год покрытый искусственным снегом. Вместимость — 1,5 тысячи посетителей. Расположен в торговом комплексе Mall of the Emirates.
Построен группой Majid Al Futtaim Properties, специализирующейся на торговых комплексах.
Открыт в ноябре 2005 года. Высота комплекса составляет 85 метров. Имеет 60-метровую высоту подъёма с 5 склонами различной крутизны и сложности. Есть 90-метровая дорожка для сноубордистов. Действуют подъемники для транспортировки лыжников и сноубордистов на вершину холма. Склон окружает территория площадью около 3 тыс. м² с различными санными трассами, уступами для скалолазания, ледяной пещерой и кинотеатром. Для посетителей также предусмотрена теплая одежда, лыжи и сноуборд. Ski Dubai открыт с понедельника по пятницу с 10 часов утра до 1 часа ночи, а в субботу и воскресенье — с 9 часов утра до 1 часа ночи.
Благодаря современной системе в парке поддерживается температура в пределах 1 — 6 °С ниже нуля. В 2007 году парк получил награду Themed Entertainment Association (англ.) за свою деятельность.